# Rue Malher
Rue Malher är en gata i Quartier Saint-Gervais i Paris fjärde arrondissement. Gatan är uppkallad efter sous-lieutenant (fänrik) Auguste Émile Malher, dödad i samband med juniupproret (Journées de Juin) år 1848. Rue Malher börjar vid Rue de Rivoli 6 och slutar vid Rue Pavée 20.

## Omgivningar
- Saint-Paul-Saint-Louis
- Village Saint-Paul
- Bibliothèque historique de la ville de Paris
- Rue des Rosiers
- Enceinte de Philippe Auguste

## Bilder
| - Gatuskylt. - Saint-Paul-Saint-Louis. - Village Saint-Paul. |

## Kommunikationer
- Tunnelbana – linje  – Saint-Paul
- Busshållplats Saint-Paul – Paris bussnät, linjerna 69 76 96

### Webbkällor
- ”Rue Malher”. Mairie de Paris. https://web.archive.org/web/20160303203454/http://www.v2asp.paris.fr/commun/v2asp/v2/nomenclature_voies/Voieactu/5886.nom.htm. Läst 28 augusti 2022.
- ”Rue Malher (4ème arrondissement)”. Les rues de Paris. https://web.archive.org/web/20170607035313/http://www.parisrues.com/rues04/paris-04-rue-malher.html. Läst 28 augusti 2022.